# 沙州 (吐谷浑)
沙州，中国南北朝时的州，刘宋、南齐常封吐谷浑君主为沙州刺史，在青海贵德、贵南一带。
吐谷浑西有黄沙，南北一百二十里，东西七十里，不生草木，沙州因此为号。宋少帝命阿豺为督塞表诸军事、安西将军、沙州刺史、浇河公。元嘉七年（430年），宋文帝以慕璝为督塞表诸军事、征西将军、沙州刺史、陇西公。元嘉九年（432年），因吐谷浑灭夏国，宋文帝加慕璝使持节、散骑常侍、都督西秦河沙三州诸军事、征西大将军、西秦河二州刺史、领护羌校尉，进爵陇西王。元嘉十五年（438年），宋文帝命慕利延为使持节、散骑常侍、都督西秦河沙三州诸军事、征西大将军、领护羌校尉、西秦河二州刺史、陇西王。元嘉十九年（442年），追赠阿豺安西、秦沙三州诸军事、沙州刺史、领护羌校尉、陇西王。元嘉二十九年（452年），以拾寅为使持节、督西秦河沙三州诸军事、安西将军、领护羌校尉、西秦河二州刺史、河南王。永明三年（485年），齐武帝以度易侯为使持节、都督西秦河沙三州诸军事、镇西将军、领护羌校尉、西秦河二州刺史、河南王。永明八年（490年），齐武帝立休留茂为使持节、督西秦、河、沙三州诸军事、镇西将军、领护羌校尉、西秦、河二州刺史。